# Liste der Aussichtstürme im Kanton Luzern
Die folgende Liste von Aussichtstürmen enthält Bauwerke im Kanton Luzern, welche über für den Publikumsverkehr zugängliche Aussichtsmöglichkeiten verfügen.
| Bild                       | Name des Turms             | Gemeinde  | Baujahr  | Gesamthöhe | Plattformhöhe | Bauwerkstyp | ZoomViewer Panoramabild |
| -------------------------- | -------------------------- | --------- | -------- | ---------- | ------------- | ----------- | ----------------------- |
| Gletschergartenturm        | Gletschergartenturm        | Luzern    | 1873     | 11 m       | 9 m           | Holz        |                         |
| Hammetschwand-Lift         | Hammetschwand-Lift         | Luzern    | 1905     | 164 m      | 153 m         | Stahl       |                         |
| Burgruine Kastelen         | Kastelen Burgruine         | Alberswil | 2006     | 21 m       | 20 m          | Stahl       |                         |
| Burgruine Lieli            | Lieli Burgruine            | Lieli     | 1283     | 11 m       | 10 m          | Stein       |                         |
| Männliturm                 | Männliturm                 | Luzern    | ca. 1400 | 33 m       | 30 m          | Stein       |                         |
| Römerturm Ottenhusen       | Römerturm Ottenhusen       | Hohenrain | 2021     | 12 m       | 9,5 m         | Holz        |                         |
| Ronfelder Beobachtungsturm | Ronfelder Beobachtungsturm | Hochdorf  |          | 5 m        | 2,5 m         | Holz        |                         |
| Schirmerturm               | Schirmerturm               | Luzern    | 1420     | 28 m       | 23 m          | Stein       |                         |
| Wauwilermoosturm           | Wauwilermoosturm           | Luzern    | 2016     | 7 m        | 6 m           | Holz        |                         |
| Wissifluhturm              | Wissifluhturm              | Vitznau   | 1990     | 9 m        | 6 m           | Holz        |                         |
| Zytturm                    | Zytturm                    | Luzern    | 1442     | 31 m       | 26 m          | Stein       |                         |

Siehe auch: Liste von Aussichtstürmen in der Schweiz